# Georg Michael Pachtler
Georg Michael Pachtler, né le 25 septembre 1825 à Mergentheim, royaume de Wurtemberg et décédé le 12 août 1889 à Exaten (Pays-Bas), est un prêtre jésuite allemand, écrivain et spécialiste des questions liées à l'éducation.

## Biographie
Après des études de théologie à l'université de Tübingen Pachtler est ordonné prêtre pour le diocèse de Rottenburg le 4 septembre 1848. Il suivit ensuite un cours de philologie à l'Université Louis-et-Maximilien de Munich et enseigne le cours supérieur au gymnase de Ellwangen (1854-1855).
Le 29 septembre 1856, Georg Pachtler entre au noviciat de la Compagnie de Jésus et, après une révision de ses connaissances philosophiques et théologiques il enseigne au collège Stella Matutina de Feldkirch, en Autriche, de 1863 à 1868. Il est cependant aumônier militaire durant la guerre des sept semaines, de 1866. Après Feldkirch il est aumônier, à Rome, des volontaires allemands enrôlés dans l’armée pontificale (1869-1870).
De retour en Allemagne le père Pachtler contribue à transformer Stimmen aus Maria Laach  en une publication mensuelle de grande audience. Comme cofondateur et premier directeur sa contribution est décisive dans le succès initial de la revue.
En 1872 il se trouve à Essen, où il fait du travail pastoral, lorsque les Jésuites sont expulsés de l’Empire allemand. C’est alors qu’il commence vraiment une carrière d’essayiste, prenant résidence au collège jésuite de Maastricht, aux Pays-Bas (1872-1875). À partir de 1877 il réside au château d’Exaten qui est le quartier général des Jésuites allemands en exil aux Pays-Bas. Il y restera jusqu’à sa mort, survenue le 12  août 1889.
Écrivain fécond et essayiste de talent le père Patchler traite de toutes les questions d’actualités pour la revue allemande : le concile Vatican I, le mouvement ouvrier, le libéralisme politique, la réforme de l’éducation, la franc-maçonnerie, la question romaine...
Cofondateur des ‘Acta et Decreta Sacrosancti et Oecumenici Concilii Vaticanifut l'un des premiers à éditer le missel romain en langue allemande. Il est également connu pour son édition critique du Ratio Studiorum, charte des principes d’éducation jésuite : il publie de nombreux documents inédits sur les objectifs, les méthodes et les avantages de l’éducation jésuite, contribuant à dissiper idées fausses et calomnies sur la nature de l’éducation jésuite.

## Écrits
- Acta et Decreta Sacrosancti et Oecumenici Concilii Vaticani (1871),
- Die Internationale Arbeiterverbindung (1871),
- Götze der Humanität oder das Positive der Freimaurerei (1875),
- stille Krieg gegen Thron und Altar, oder das Negative der Freimaurerei" (1873),
- Der Europäische Militarismus (1876),
- Die Geistige Knechtung der Völker durch das Schulmonopol des modernen Staates (1876),
- Das göttliche Recht der Familie und der Kirche auf die Schule (1879).
- Die Reform unserer Gymnasien (1883),